# 圣皮埃尔德希尼亚克
圣皮埃尔-德希尼亚克（法語：Saint-Pierre-de-Chignac，法語發音：[sɛ̃ pjɛʁ də ʃiɲak]）是法国多尔多涅省的一个市镇，属于佩里格区。

## 地理
圣皮埃尔-德希尼亚克（45°7'28"N, 0°51'24"E）面积15.7 平方千米，位于法国新阿基坦大区多爾多涅省，该省份为法国西南部内陆省份，是法國本土面积第三大的省，大致对应佩里戈尔地区，北起顺时针与夏朗德省、上维埃纳省、科雷兹省、洛特省、洛特-加龙省、吉倫特省和滨海夏朗德省接壤。
与圣皮埃尔-德希尼亚克接壤的市镇（或旧市镇、城区）包括：拉杜兹、布拉扎克-伊勒-马努瓦尔、巴西亚克和欧布罗什、圣克雷潘多布罗什、圣热拉克。
圣皮埃尔-德希尼亚克的时区为UTC+01:00、UTC+02:00（夏令时）。

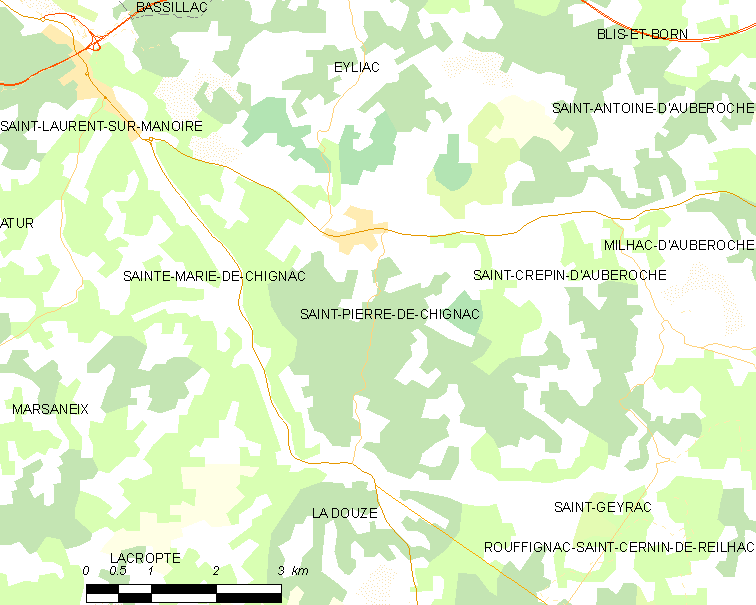
圣皮埃尔-德希尼亚克的OSM定位图

## 行政
圣皮埃尔-德希尼亚克的邮政编码为24330，INSEE市镇编码为24484。

## 政治
圣皮埃尔-德希尼亚克所属的省级选区为伊勒-马努瓦尔县。

## 人口

1962-2008年间圣皮埃尔-德希尼亚克人口变化图示

圣皮埃尔-德希尼亚克于2022年1月1日时的人口数量为944人。